# Nick Bosa
Nicholas John Bosa (Fort Lauderdale, 23 ottobre 1997) è un giocatore di football americano statunitense che milita nel ruolo di defensive end per i  San Francisco 49ers della National Football League (NFL).

## Carriera universitaria
Bosa disputò tutte le 16 gare nella sua prima stagione con gli Ohio State Buckeyes nel 2016, facendo registrare 29 tackle e 5 sack. L'anno successivo divenne il defensive end titolare per sette partite guidando la squadra con 7 sack. Il 20 settembre 2018 fu annunciato che Bosa si sarebbe operato rimanendo fuori dal campo di gioco a tempo indefinito. Il 16 ottobre fu annunciato che avrebbe perso il resto della stagione. A fine anno decise di passare tra i professionisti.
Statistiche
| Anno | Tackle | Tackle | Tackle | Tackle | Tackle | Intercetti | Intercetti | Fumble | Fumble | Fumble |
| Anno | Comb   | Sol    | Ast    | TfL    | Sck    | Int        | PD         | FF     | FR     | TD     |
| ---- | ------ | ------ | ------ | ------ | ------ | ---------- | ---------- | ------ | ------ | ------ |
| 2016 | 29     | 17     | 12     | 7      | 5,0    | 0          | 0          | 0      | 0      | 0      |
| 2017 | 34     | 19     | 15     | 16     | 8,5    | 0          | 2          | 1      | 0      | 0      |
| 2018 | 14     | 11     | 3      | 6      | 4,0    | 0          | 0          | 1      | 0      | 1      |
| Tot  | 77     | 47     | 30     | 29     | 17,5   | 0          | 2          | 2      | 0      | 1      |

## Carriera professionistica

### San Francisco 49ers

#### Stagione 2019: anno da rookie
Nel Draft NFL 2019, Bosa fu scelto come secondo assoluto dai San Francisco 49ers. Debuttò come professionista subentrando nella gara del primo turno contro i Tampa Bay Buccaneers mettendo a segno 3 placcaggi e un sack su Jameis Winston. La prima gara con più di un sack fu nel quinto turno ai danni del quarterback Baker Mayfield dei Cleveland Browns, forzando anche un fumble e venendo premiato come miglior difensore della NFC della settimana. Vinse di nuovo lo stesso riconoscimento nell'ottavo turno quando fece registrare 3 sack e il primo intercetto in carriera che ritornò per 46 yard nella vittoria sui Carolina Panthers. Nella stessa settimana il fratello Joey fu premiato come miglior difensore dell'altra conference. Alla fine di ottobre Bosa fu premiato come difensore del mese della NFC dopo avere messo a segno 16 tackle, 6 sack e 9 placcaggi con perdita di yard (massimo nella NFL). A fine stagione fu convocato per il Pro Bowl dopo avere terminato con 47 tackle e 9 sack (secondo tra i debuttanti), venendo premiato come rookie difensivo dell'anno.
Nel divisional round dei playoff Bosa mise a segno 2 sack su Kirk Cousins nella vittoria sui Minnesota Vikings. Un altro le fece registrare nella finale della NFC in cui i 49ers batterono i Green Bay Packers qualificandosi al Super Bowl LIV. Il 2 febbraio 2020 partì come titolare nel Super Bowl LIV in cui fece registrare il quarto sack nei playoff oltre a un fumble forzato ma i 49ers furono sconfitti per 31-20 dai Kansas City Chiefs. A fine stagione fu convocato per il suo terzo Pro Bowl.

#### Stagione 2020: infortunio
Nel secondo turno della sua seconda stagione contro i New York Jets, Bosa si ruppe il legamento crociato anteriore, chiudendo la sua annata.

#### Stagione 2021
Nella settimana 2 della stagione 2021 Bosa mise a referto 2 sack su Jalen Hurts nella vittoria sui Philadelphia Eagles. A fine stagione fu convocato per il suo secondo Pro Bowl dopo essersi classificato quarto nella NFL con 15,5 sack e primo con 21 tackle con perdita di yard.

#### Stagione 2022: difensore dell'anno
Nel secondo turno della stagione 2022 Bosa mise a segno due sack su Geno Smith nella vittoria sui Seahawks, la prima stagionale per i 49ers. Alla fine di novembre fu premiato come miglior difensore della NFC del mese grazie a 10 placcaggi (di cui 5 con perdita di yard) di yard e 3 sack. Nel tredicesimo turno fu premiato come difensore della NFC della settimana grazie a 3 sack nella vittoria sui Miami Dolphins. Nella partita della settimana 16, la vittoria 37-20 sui Washington Commanders, Bosa mise a segno 7 tackle, due sack, un fumble forzato e fermó una conversione da due punti, venendo premiato per la seconda volta in stagione come giocatore difensivo della NFC della settimana. A fine stagione fu convocato per il suo terzo Pro Bowl, inserito nel First-team All-Pro e finì sesto nel premio di MVP della NFL (il primo difensore in classifica) dopo avere guidato la lega con 18,5 sack ed essersi classificato secondo con 19 placcaggi con perdita di yard. I 49ers giunsero fino alla finale della NFC dove furono eliminati dai Philadelphia Eagles per 31-7. Il 9 febbraio 2023 Bosa fu premiato come difensore dell'anno.

#### Stagione 2023
Il 7 settembre 2023 Bosa firmó un rinnovo contrattuale quinquennale del valore di 170 milioni di dollari che lo rese il difensore più pagato della lega. Il primo sack stagionale lo mise a referto nel sesto turno contro i Cleveland Browns ma i 49ers furono sconfitti dopo avere vinto tutte le prime cinque gare. Nella settimana 10 mise a referto 1,5 sack e forzò un fumble, che recuperò egli stesso, nella vittoria sui Jacksonville Jaguars. Per questa prestazione fu premiato come miglior difensore della NFC della settimana. Nel quattordicesimo turno mise a referto 1,5 sack su Drew Lock nella vittoria interna sui Seahawks. A fine stagione fu convocato per il suo quarto Pro Bowl dopo avere totalizzato 53 placcaggi, 10,5 sack e 2 fumble forzati. I 49ers giunsero fino al Super Bowl LVIII, dove furono sconfitti ai tempi supplementari dai Kansas City Chiefs.

#### Stagione 2024
Il 9 novembre 2024 Bosa fu multato di 11.255 dollari per avere indossato un berretto con la scritta Make America Great Again nella gara del nono turno nel fine settimana che precedette il voto per il nuovo Presidente degli Stati Uniti. Nella settimana 12 fu costretto a saltare la gara contro i Packers per infortunio. A fine stagione fu convocato per il suo quinto Pro Bowl.

## Statistiche
Stagione regolare
| Anno     | Squadra  | Gare | Gare | Tackle | Tackle | Tackle | Tackle | Tackle | Tackle | Intercetti | Intercetti | Intercetti | Intercetti | Intercetti | Fumble | Fumble | Fumble | Fumble |
| Anno     | Squadra  | GP   | GS   | Cmb    | Solo   | Ast    | TfL    | Sck    | Sfty   | Int        | Yds        | Lng        | TD         | PD         | FF     | FR     | Yds    | TD     |
| -------- | -------- | ---- | ---- | ------ | ------ | ------ | ------ | ------ | ------ | ---------- | ---------- | ---------- | ---------- | ---------- | ------ | ------ | ------ | ------ |
| 2019     | SF       | 16   | 14   | 47     | 32     | 15     | 16     | 9.0    | 0      | 1          | 46         | 46         | 0          | 2          | 1      | 2      | 6      | 0      |
| 2020     | SF       | 2    | 2    | 6      | 3      | 3      | 0      | 0.0    | 0      | 0          | 0          | 0          | 0          | 0          | 1      | 0      | 0      | 0      |
| 2021     | SF       | 17   | 17   | 52     | 40     | 12     | 21     | 15.5   | 0      | 0          | 0          | 0          | 0          | 1          | 4      | 0      | 0      | 0      |
| 2022     | SF       | 16   | 16   | 51     | 41     | 10     | 19     | 18.5   | 0      | 0          | 0          | 0          | 0          | 1          | 2      | 0      | 0      | 0      |
| Carriera | Carriera | 51   | 49   | 156    | 116    | 40     | 56     | 43.0   | 0      | 1          | 46         | 46         | 0          | 4          | 8      | 2      | 6      | 0      |

## Palmarès

### Franchigia
- National Football Conference Championship: 2

San Francisco 49ers: 2019, 2023

### Individuale
- Difensore dell'anno: 1

2022
- Convocazioni al Pro Bowl: 5

2019, 2021, 2022, 2023, 2024
- First-team All-Pro: 1

2022
- Rookie difensivo dell'anno - 2019
- Difensore della NFC del mese: 2

ottobre 2019, novembre 2022
- Difensore della NFC della settimana: 5

5ª e 8ª del 2019, 13ª e 16ª del 2022, 10ª del 2023
- Rookie difensivo del mese: 1

ottobre 2019
- PFWA All-Rookie Team - 2019
- Leader della NFL in sack / Deacon Jones Award: 1

2022

## Famiglia
Nick è il fratello di Joey Bosa, defensive end dei Los Angeles Chargers della NFL e scelto come terzo assoluto nel Draft NFL 2016. Il padre, John Bosa, fu scelto nel primo giro del Draft NFL 1987 dai Miami Dolphins.